# Loreto (Zacatecas)
Loreto é um município do estado de Zacatecas, no México.